# León (Meksyk)
León, oficjalnie León de los Aldamas – miasto położone w środkowym Meksyku, w stanie Guanajuato, na wysokości około 1800 m n.p.m. Jako miasto centralne liczy sobie 1,1 mln mieszkańców, a jako zespół miejski 1,4 mln (według danych z 2003 r.). Jest szóstym co do wielkości miastem Meksyku.
W mieście rozwinął się przemysł obuwniczy, skórzany, włókienniczy, maszynowy, metalowy oraz chemiczny. León jest ważnym ośrodkiem regionu rolniczego, cieszy się dużą popularnością wśród turystów ze względu na liczne muzea, katedrę w stylu barokowym i pałac. Znajduje się tu także lotnisko.

## Hacjenda Santa Rosa
1 lipca i 2 listopada 1943 dotarły do León transporty z 1432 uchodźcami polskimi (w tym ponad 800 dziećmi), zaproszonymi przez rząd Meksyku – po uzgodnieniu z premierem Sikorskim notą dyplomatyczną z 30 grudnia 1942 – do osiedlenia się na specjalnie wyremontowanej i rozbudowanej pod nadzorem profesora Erica Philbrooka Kelly’ego hacjendzie Santa Rosa pod miastem León. Uchodźcy zostali rozlokowani w prawie 400 pokojach w kilkunastu budynkach. Zostały dla nich wybudowane szpital, pralnia, teatr, piekarnia, pięć sal warsztatowych i dwa baseny. Szkoła urządzona została w starym młynie, na miejscu znajdowała się też kaplica i świetlica, a pod koniec 1945 wybudowany został sierociniec dla 300 dzieci, którymi opiekowała się Rada Polonii Amerykańskiej i siostry felicjanki.
7 września 2013 w Muzeum Sztuki i Historii odbył się wernisaż wystawy zorganizowanej z okazji 70. rocznicy przybycia Polaków do León, a następnego dnia na terenie hacjendy odsłonięto tablicę pamiątkową.

## Miasta partnerskie
- León, Hiszpania
- San Diego, Stany Zjednoczone